# متاهة حقل ذرة

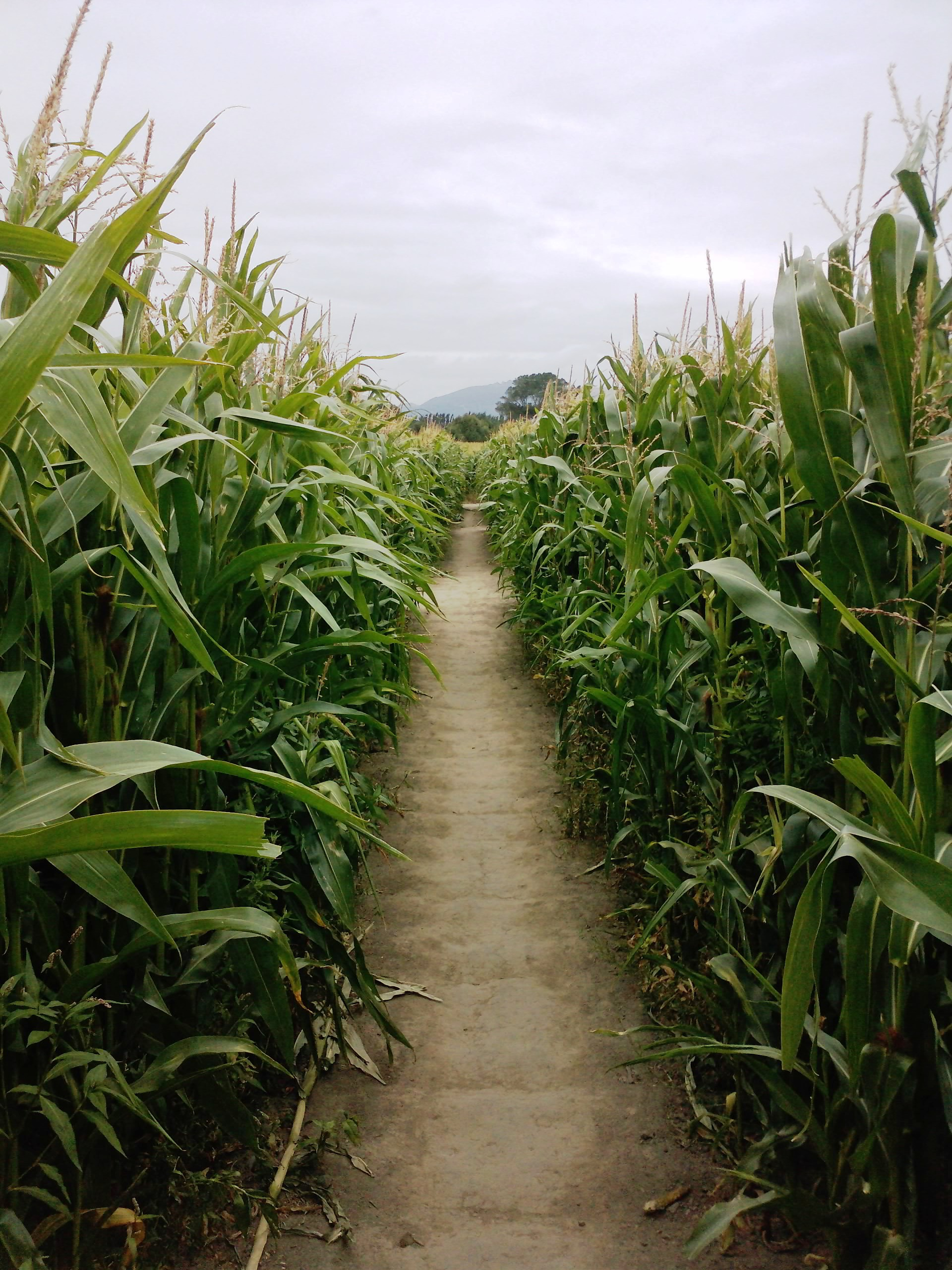
منظر من داخل متاهة الذرة بالقرب من مدينة كرايستشيرش، نيوزيلندا

متاهة الذرة أو متاهة حقل الذرة هي متاهة مقطوعة من حقل الذرة. يُعتقد أن أول متاهة ذرة بالحجم الكامل قد أنشأت في مدينة آنفيل بولاية بنسلفانيا في عام 1993، على الرغم من أن صحيفة لوس أنجلوس تايمز ذكرت وجود متاهة ذرة في R&H Ranch، في لانكستر، كاليفورنيا، في عام 1989، وأصبحت متاهات الذرة مناطق جذب سياحي شهيرة في أمريكا الشمالية، وهي وسيلة للمزارع لتوليد الدخل السياحي. يعتمد الكثير منها على تصميمات فنية مثل شخصيات الأفلام. وتظهر متاهات الذرة في العديد من التصاميم المختلفة. وقد تنشأ بعض المتاهات لسرد القصص أو لتصوير موضوع معين. لدى معظمها مسار يدور حول النمط بأكمله، إما لينتهي في المنتصف أو ليعود للخارج مرة أخرى، مع مسارات زائفة مختلفة تتباعد عن المسار الرئيسي. تحظى في المملكة المتحدة بشعبية خاصة في المزارع في شرق إنجلترا.

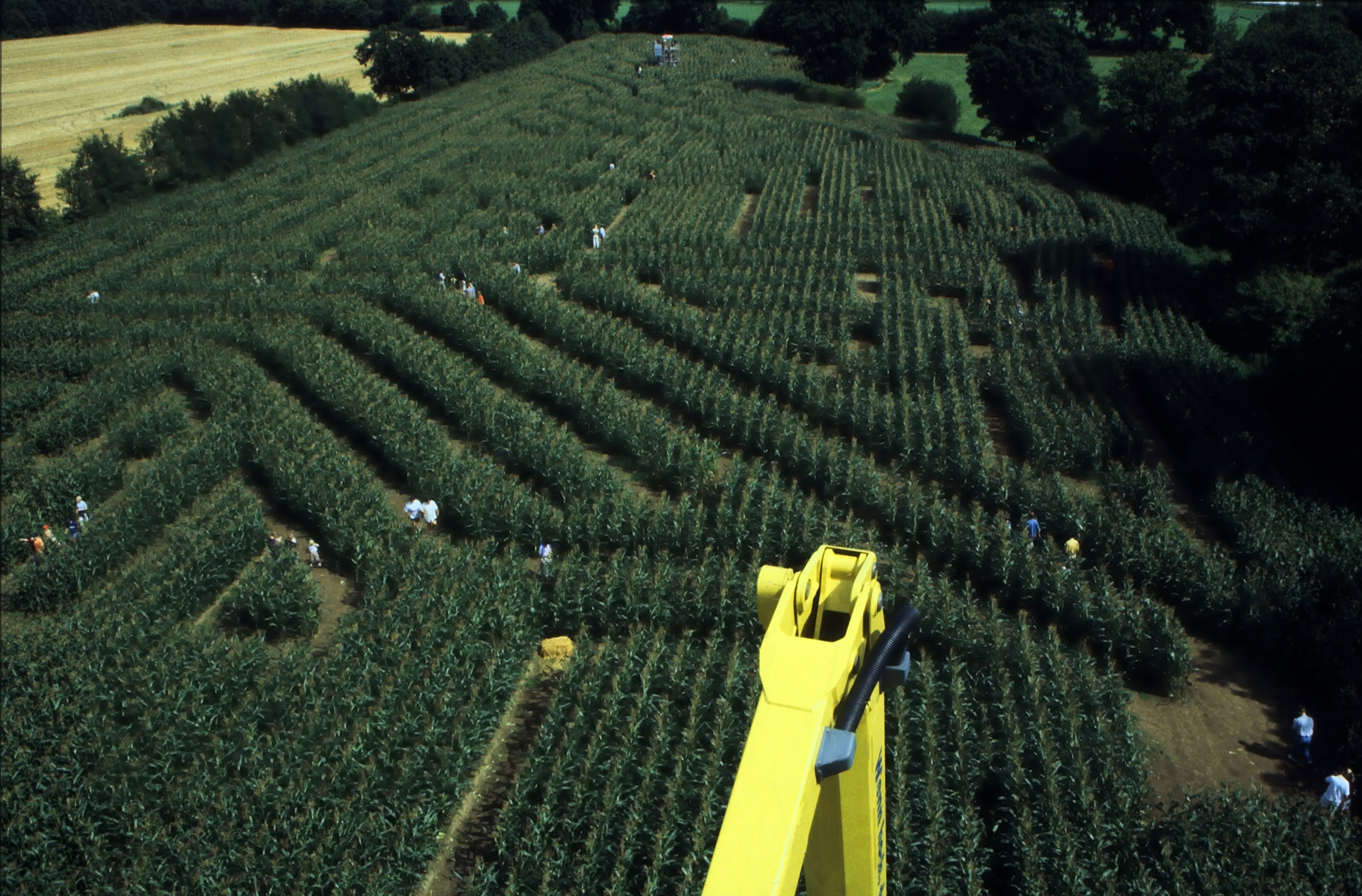
متاهة حقل الذرة في ألمانيا

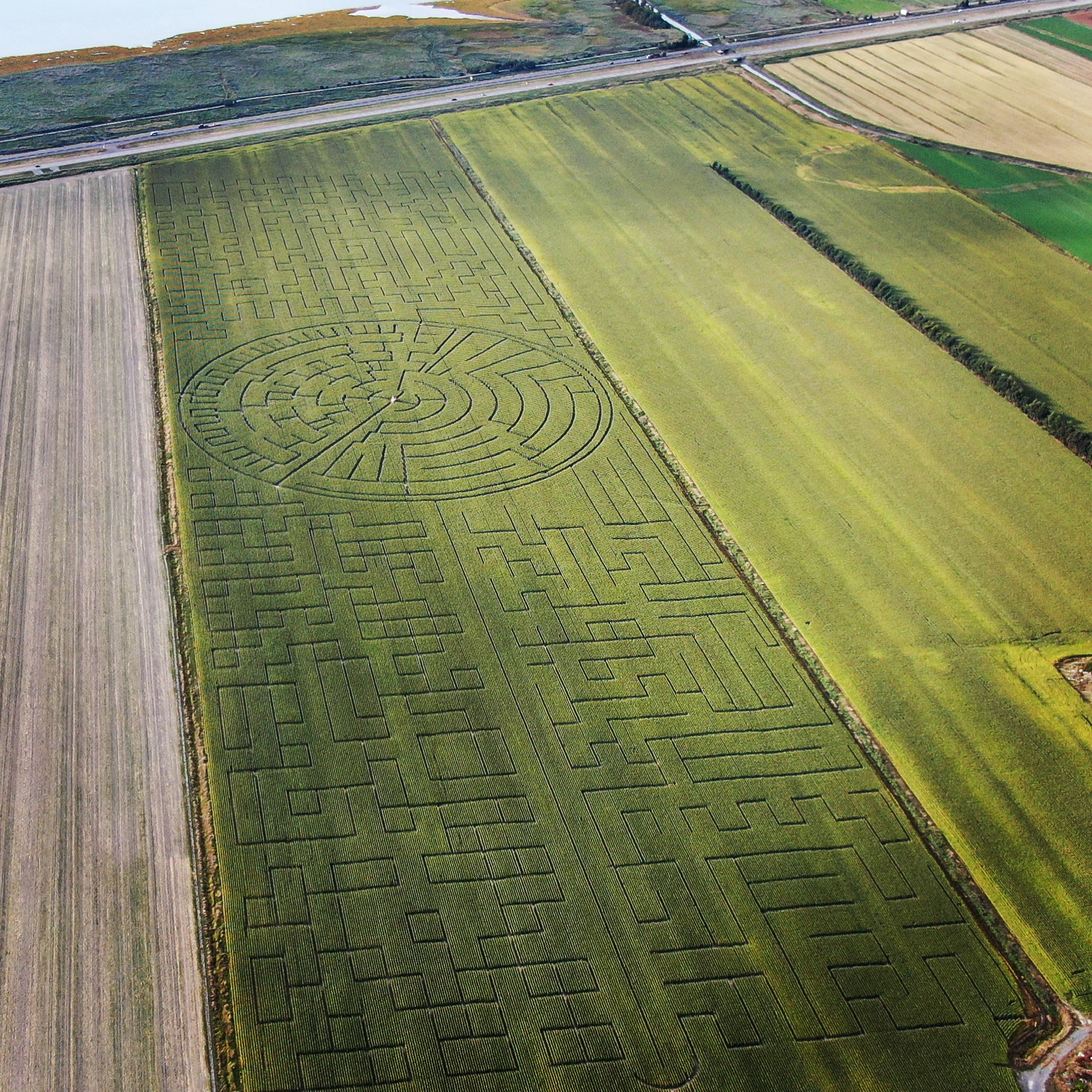
أكبر متاهة ذرة في العالم بحسب موسوعة غينيس للأرقام القياسية.